# Далида
Далида (фр. Dalida; настоящее имя Иола́нда Кристи́на Джильо́тти, итал. Iolanda Cristina Gigliotti; 17 января 1933, Шобра, Королевство Египет — 3 мая 1987, XVIII округ Парижа, Франция) — французская певица и актриса итальянского происхождения. Мировая икона французского шансона: более 170 миллионов пластинок, проданных по всему миру, в том числе 20 миллионов с момента смерти.

## Биография

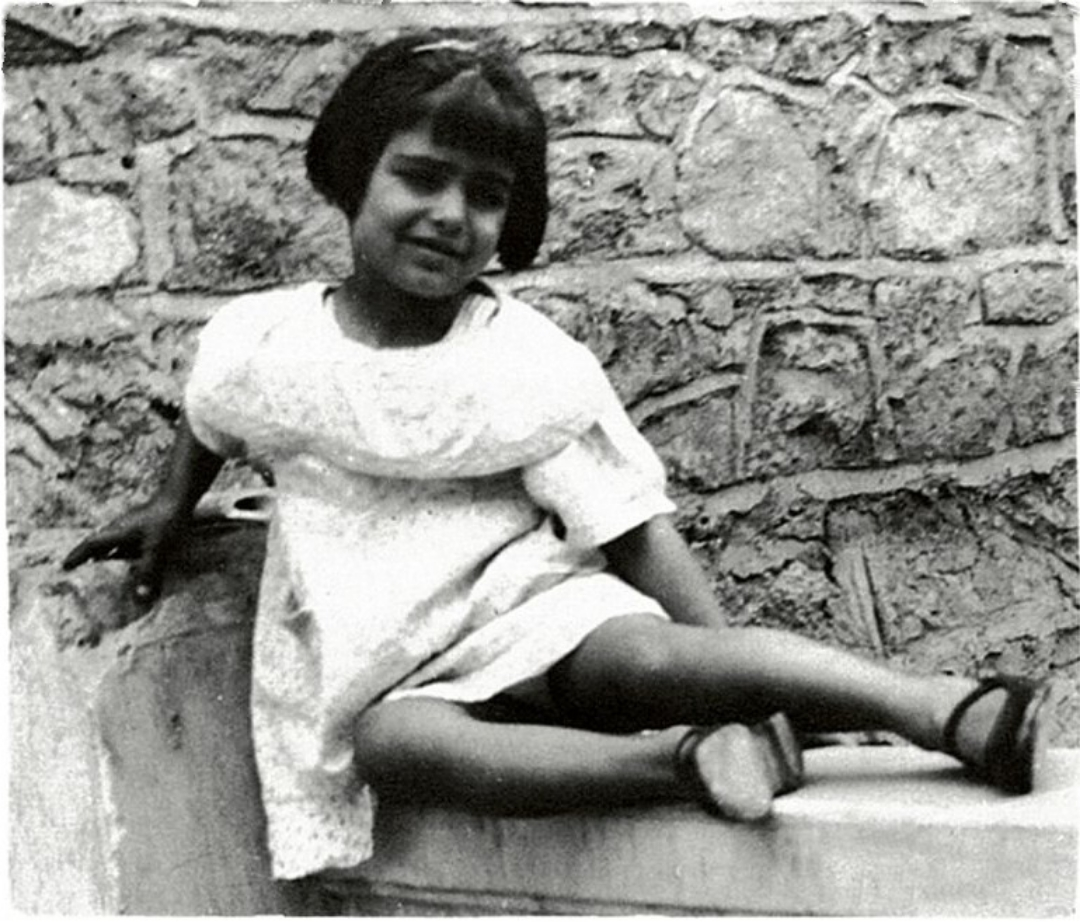
Далида в 1937 году

Иоланда Джильотти родилась 17 января 1933 года в Каире в семье итальянских эмигрантов, приехавших из Калабрии. Её отец Пьетро Джильотти был первой скрипкой Каирской оперы, а мать, Филомена Джузеппина Джильотти, работала швеёй. У Иоланды Джильотти было двое братьев: старший, Орландо, и младший, Бруно, взявший впоследствии имя старшего брата Орландо в качестве творческого псевдонима, а в 1970 году ставший менеджером своей сестры.
В возрасте 10 месяцев у Джильотти были инфицированы глаза и в результате врачебной ошибки (египетский врач назначил носить повязку в течение 40 дней) у девочки появилось косоглазие. Через 8 месяцев была сделана операция, в 1937 году — вторая, а в начале 50-х годов, перед самым отъездом девушки в Париж, третья. Глаза беспокоили Далиду всю жизнь: она не могла находиться в темноте и спала при свете.
Ранние годы Далиды прошли в районе Шубра, где она посещала итальянскую католическую школу — коммерческую техническую школу пресвятой Девы Марии Помощницы.

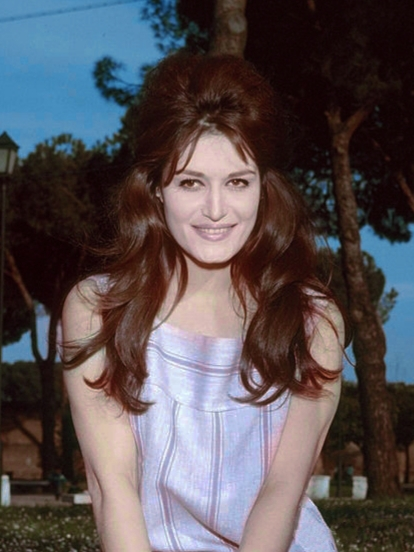
1950-е годы

После окончания школы работала секретарём в фармацевтической компании. В 1951-м заняла второе место в конкурсе «Мисс Ундина», а в 1954 г. победила на конкурсе «Мисс Египет». Её фото в купальнике в модном журнале привело к расторжению помолвки с местным жителем, после чего Иоланда устроилась манекенщицей в агентство «Донна».
После победы на конкурсе «Мисс Египет» ей предложили сниматься в кино. Для актёрской карьеры она взяла псевдоним Далила — в честь героини библейской притчи «Самсон и Далила». В 1954 году сыграла эпизодические роли в фильмах «Маска Тутанхамона» и «Стакан и сигарета», для второго записала песню «Сиюминутное желание» (Desiderio di un`ora).
24 декабря 1954 года c согласия матери переехала в Париж.

### Париж
В Париже у девушки были проблемы с работой, к тому же она  недостаточно хорошо говорила по-французски. Вскоре она решила заняться пением и стала брать уроки вокала у Ролана Берже. В клубе «Вилла д’Эсте» Иоланда познакомилась с писателем и сценаристом Альфредом Машаром, который предложил будущей певице сменить букву «л» на «д» в последнем слоге её псевдонима, в результате Далила стала Далидой.
В 1955 г. на конкурсе «Номер один завтрашнего дня» в знаменитом парижском зале «Олимпия» Далида исполнила песню испанской певицы Глории Лассо «Незнакомка в раю» (Étrangère au paradis). Её заметили директор радиостанции «Европа-1» Люсьен Морисс и владелец звукозаписывающей фирмы Barclay Records Эдди Барклай . Ее первая песня «Мадонна» была записана в июне и впервые выпущена в августе на мини-альбоме с тремя другими песнями. «Мадонна» прозвучала 28 августа 1956 года на радио «Европа-1», что стало первым выступлением Далиды на радио .

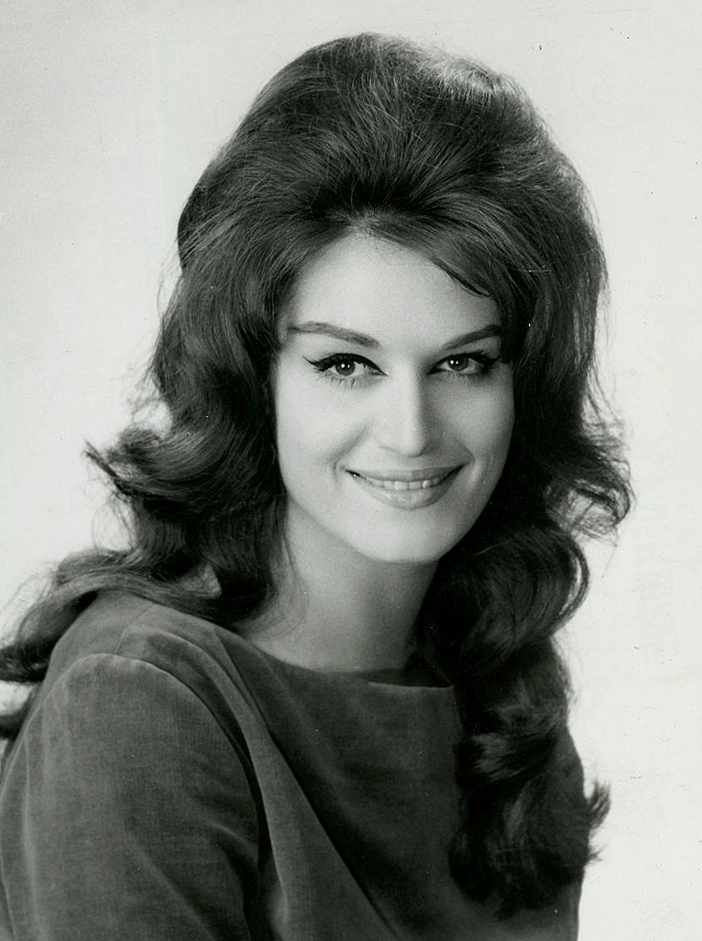
Далида в 1961 году

В 1956 году Далида записала песню «Бамбино» (Bambino) и подписала контракт (возобновляемый контракт сроком на один год, со скромным процентом от продаж пластинок, с обещанием увеличить его, если ожидаемый успех будет достигнут) с фирмой «Barclay Records». Результат был ошеломительным: «Бамбино» попала во французский «Тop 10», где продержалась 45 недель, имела успех и за пределами Франции. К 1957 году было продано 300 000 копий пластинок с этой песней, и Далида получила свой первый золотой диск .  Продвигая свой новый мини-альбом в начале 1957 года, Далида также впервые появилась на телевидении, и ее контракт был немедленно продлен ещё на четыре года . В ночь на 27 февраля 1957 года Далида дала свой первый концерт в «Олимпии» на разогреве у Шарля Азнавура, получив заслуженные овации . После выпуска второго мини-альбома Miguel, в середине октября того же года Далида возвращается в студию и записывает Histoire d'un amour (Историю одной любви) песню, которая останется в десятке лучших синглов на восемь месяцев и принесет ей второй золотой диск .
Эксперименты Далиды с экзотикой привели к записи песни Gondolier (Гондольер), выпущенной на рождество в 1957 году. Для экзотической песни с подчеркнутым вокалом Далида выступила на телевидении, где во время плавания на воображаемой гондоле бретелька ее платья упала с плеча . Повторное появление видео в 1970-х годах сделало этот момент заметным, и публика начала считать его культовым, поскольку Далида осмелилась сделать такое на телевидении во времена строгой морали общества , тем не менее Гондольер дебютировал на первом месте как во французском, так и в канадском чартах, где провел четыре месяца, оставаясь в первой двадцатке почти год и стал ее самым большим хитом со времен Бамбино .
Далида получала многочисленные музыкальные награды, её имя и фото не сходили с обложек журналов. Певица совершила турне по всей Франции, а затем и Европе . В 1958 году впервые выступила в Америке, где продюсер Эллы Фицджеральд Норман Гранц пригласил ее в Голливуд и предложил пятнадцатилетний контракт, позволяющий начать карьеру в Соединенных Штатах. Она быстро отклонила это предложение, заявив, что хочет сосредоточиться на своей музыкальной карьере во Франции, где она уже была хорошо известна и имела надежную базу поклонников .
В конце 1958 года Далида вернулась в кино для своей первой за четыре года роли на экране, сыграв второстепенную роль певицы-шпионки в детективном фильме Rapt au deuxième bureau (Восхищенное бюро). Несколько месяцев спустя она появилась вместе с Эдди Барклаем в фильме Brigade des mœurs (Бригада убийц), где оба сыграли самих себя. Эти два фильма категории "Б" были также использованы для продвижения ее трех песен Inconnue mon amour, L'amour chante и Aime-moi, и были выпущены в сентябре 1958 и марте 1959 годов, соответственно.
9 октября 1958 года она снова выступила в парижском театре Bobino, на этот раз в течение трех недель в качестве хедлайнера, где продвигала свои последние релизы Du moment qu'on s'aime (С того момента, как мы полюбим друг друга), и Come prima (Как только), которые достигли пика чартов на той же неделе. Возглавив чарты в январе 1959 года, где песня оставалась большую часть зимы, Come prima оказалась абсолютным праздничным хитом Франции и Бельгии, поскольку Далиду можно было увидеть рекламирующей ее на телевидении, посвященном рождественской тематике .
2 марта 1959 года министр информации Франции, вместе с Ивом Монтаном, наградил ее премией Bravos du music hall, самой престижной музыкальной премией Франции, как самую популярную певицу Франции . В 1959 году Далида много гастролировала, выступив с аншлагами во Франции, Египте, Италии и Германии . По мере того как ее слава распространялась за пределы Франции, Далида начала записывать песни на других языках, чтобы угодить своей новой аудитории. Она понимала пять языков и переводила свои песни на одиннадцать языков: немецкий, египетский арабский, английский, ливанский арабский, испанский, французский, греческий, иврит, итальянский, японский и голландский. Так во время выступления на телевидении, она исполнила свою версию «Хава Нагила» . А песня Le jour ou la pluie viendra (День когда пришел дождь) была записана на трех языках, что привело Далиду прямиком в тройку лидеров в шести разных европейских странах. Версия на немецком языке Am Tag als der Regen kam возглавляла немецкие чарты в течение десяти недель в сентябре и октябре того года, принеся ей еще один золотой диск. Это была самая продаваемая пластинка года в Германии и осталась одной из самых успешных песен в истории страны . Во время церемонии закрытия Берлинского международного кинофестиваля 28 сентября 1959 года ей была вручена премия Goldener Löwe award от RTL как самой продаваемой музыкальной исполнительнице года в Германии, и ее приветствовали фанфарами, сыграв строчки из Am Tag als der Regen kam . Песня стала ее первым международным признанием, разошлась тиражом в полмиллиона экземпляров и в конечном итоге стала одним из ее самых больших успехов в Германии .
В течение 1959 года Далида собрала пять хитов, вошедших в топ-10 французских чартов, в первую очередь Ciao, ciao bambina (Прощай, прощай, малышка) и 'Guitare et tambourin (Гитара и тамбурин); оба получили золотые диски. Итальянская национальная телерадиовещательная компания RAI наградила ее премиями Oscar di popolarità (Оскар популярности) и Lupo d'oro (Золотой волк) как самую продаваемую музыкальную исполнительницу года в стране . Это были первые две зарубежные награды, которые способствовали ее международному признанию. Далида также выступала на аншлаговых концертах в Берлине, Афинах и Каире, показав сентиментальное представление перед толпой в кинотеатре Rivoli, который часто посещала в детстве .
8 апреля 1961 года, выйдя замуж за Люсьена Морисса, Далида получила французское гражданство, в то же время сохранив итальянское. К тому времени их роман длился 5 лет. Во время гастролей у певицы завязалась любовь с французским актёром и художником Жаном Собески. Люсьен не смог смириться с изменой, и супруги развелись по инициативе Далиды.
В конце 1961 года Далида впервые выступила в «Олимпии» в качестве звезды, после чего отправилась в турне в Гонконг и Вьетнам. В 1963 году Франция присвоила ей почётное звание «Командор ордена искусств и литературы».
В 1966 году Далида познакомилась с итальянским автором и певцом Луиджи Тенко. В 1967 году на фестивале в Сан-Ремо они вместе исполнили его «Прощай, любовь, прощай» (Ciao amore ciao), но песня не была одобрена публикой и не прошла в финал. В тот же вечер, узнав о результатах голосования, Луиджи застрелился в гостиничном номере.

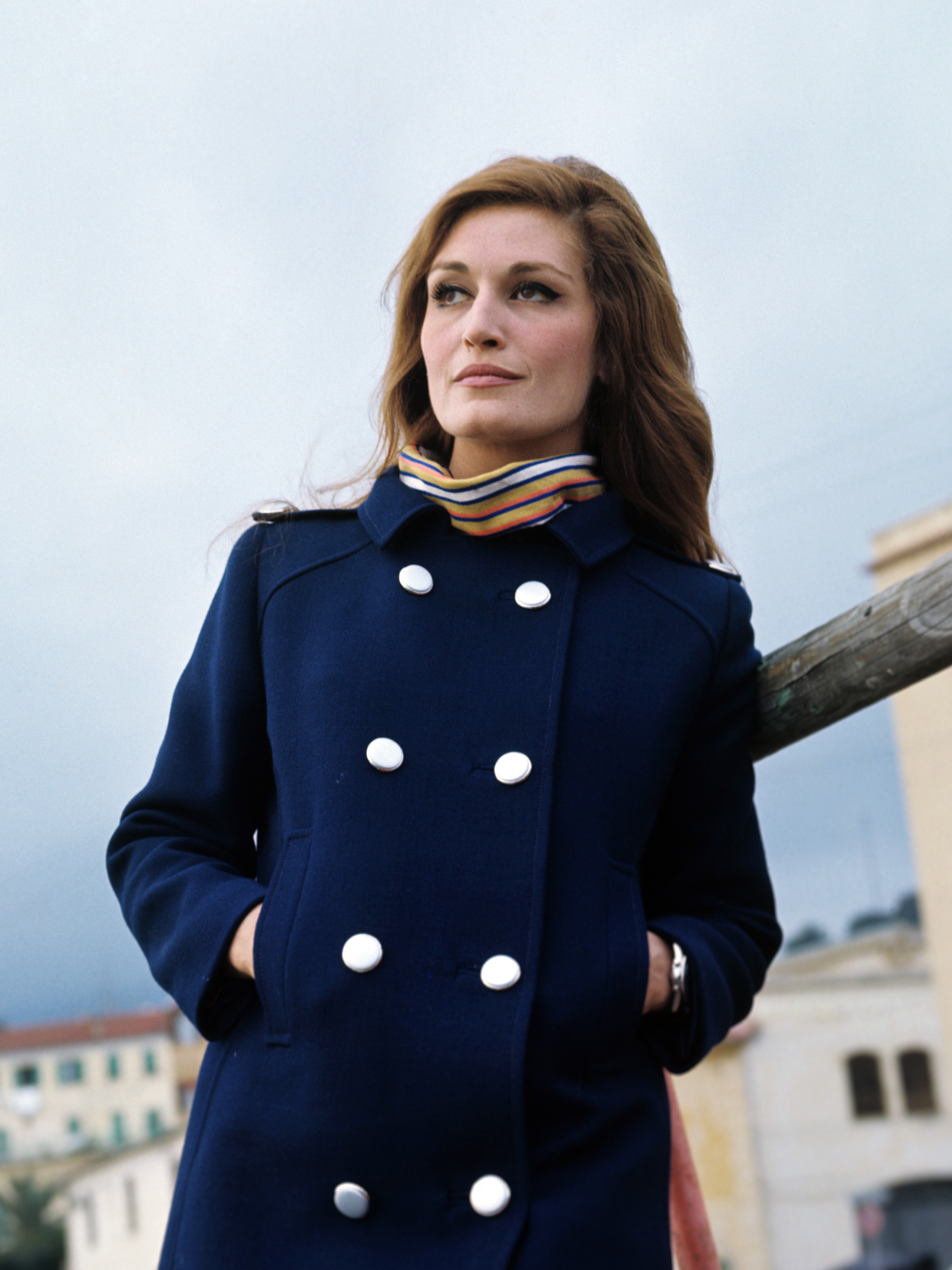
Сан-Ремо, Италия, 1967 год

Далида первой обнаружила тело Тенко, и это послужило причиной её первой попытки самоубийства. В парижском отеле «Принц Уэльский» она приняла смертельную дозу барбитуратов, но была спасена. Далида провела 90 часов в коме в реанимации госпиталя Фернан-Видаль. На некоторое время певица потеряла голос. Были отменены её концерты и выступления. Кроме того, ткани на ногах, в местах, где они были скрещены, подверглись некрозу, и ей потребовалось несколько операций по пересадке кожи. 
В 1968 году Далида получила медаль города Парижа, а Шарль де Голль вручил ей медаль Президента Республики.
В 1969 году Далида познакомилась с французским писателем, продюсером и путешественником Арно Дежарденом, но в 1971 году они расстались, поскольку Арно был женат.
В 1970 году застрелился Люсьен Морисс (в то время он был женат на другой и страдал от депрессии). В 1973 году Далида и французский актёр Ален Делон записали знаменитую песню «Слова, слова» (Paroles, paroles), которая через несколько недель заняла верхние строчки хит-парадов во Франции, в Италии, Бельгии, Швейцарии, Канаде и Японии. В этом же году была записана песня «Ему только что исполнилось 18 лет» (Il venait d`avoir 18 ans), ставшая хитом № 1 в девяти странах мира.
В 1972 году Далида познакомилась с французским художником и авантюристом Ришаром Шанфре, известным также под псевдонимом Граф Сен-Жермен.
В 1974 году представила в «Олимпии» песню «Влюблённый Джиджи» (Gigi l`amoroso), ставшую хитом № 1 в одиннадцати странах мира.

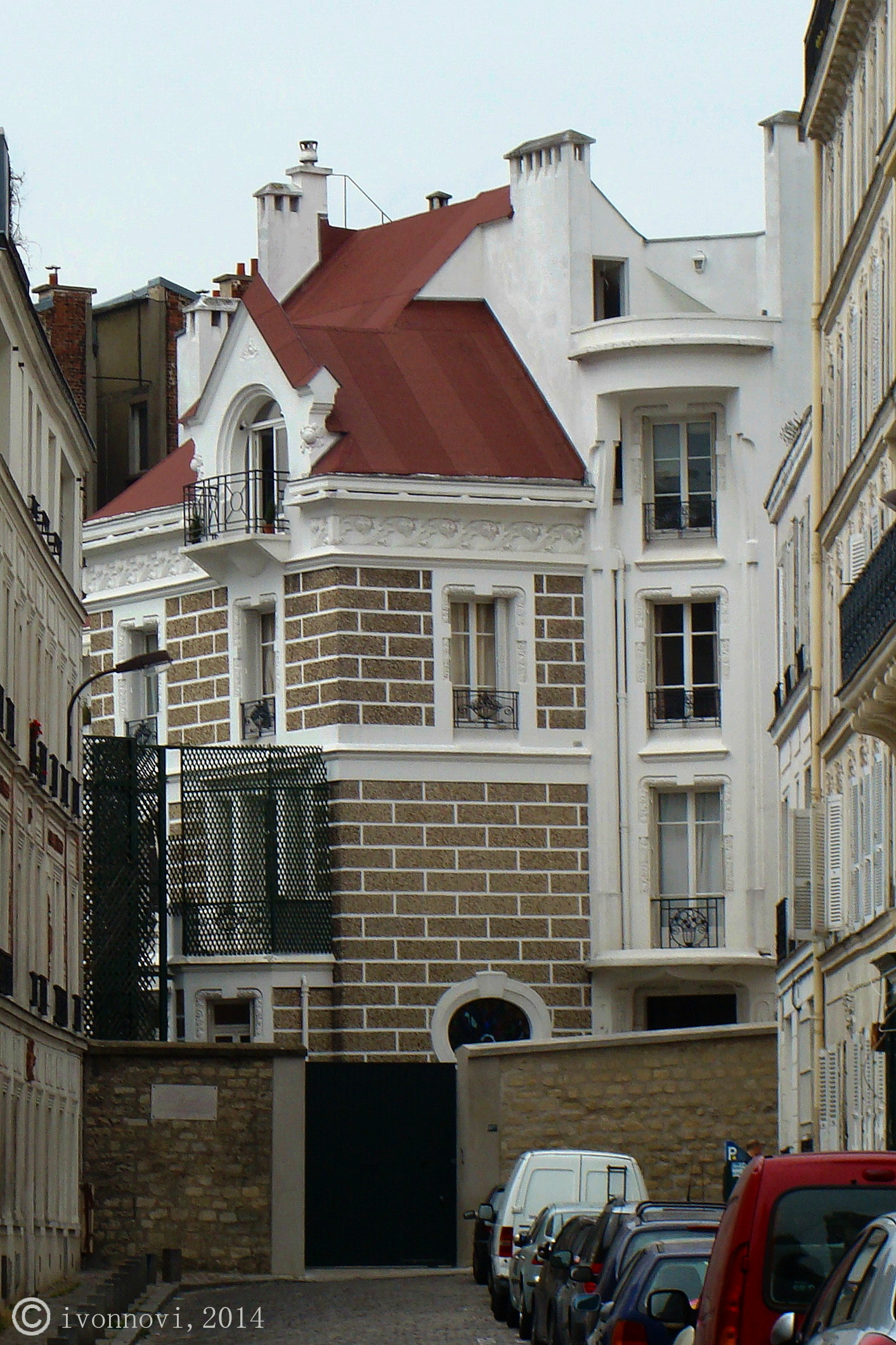
Вилла Далиды

В 1977 году записала известную народную египетскую песню Salma ya Salama, ставшую хитом № 1 в семнадцати странах мира. Песня была записана на четырёх языках: египетском диалекте арабского, французском, немецком и итальянском. 
В 1978 году певица с триумфом выступила в Америке.
В 1980 году покорила самый огромный на то время зал Франции — Дворец спорта (Palais des Sports). В том же году в СССР вышел первый и единственный лицензионный альбом певицы, выпущенный всесоюзной фирмой грампластинок «Мелодия».
В марте 1981 года представила в «Олимпии» свой спектакль, созданный в 1980 году. В день премьеры певица получила бриллиантовый диск за 80 миллионов проданных дисков во всем мире.
Поддержала на президентских выборах 1981 года своего давнего друга Франсуа Миттерана, за что получила прозвище «Розовая пантера». Критики и политические деятели жёстко осудили певицу за это.
Опрос о самых влиятельных женщинах-современницах, проведённый Paris Match в 1982 году, поставил Далиду на 2-е место, сразу после Даниель Миттеран, жены президента республики.
В 1983 году Далида узнала, что Ришар Шанфре покончил с собой из-за долгов. Вместе со своей девушкой он закрылся в автомобиле и задохнулся выхлопными газами. В её жизни Ришар стал третьим мужчиной, совершившим самоубийство. С Шанфре у Далиды были самые долгие отношения — их роман длился девять лет. Певица рассталась с ним за два года до его смерти. В апреле 1985 года Далида перенесла ещё две операции, так как яркий свет прожекторов стал причинять её глазам невыносимую боль, и певица не могла выступать на сцене. В 1986 году Далида выпустила последний альбом «Лицо любви» (Le visage de l’amour), а после возвращения в Каир сыграла главную роль в фильме «Шестой день», снятом по одноимённому роману Андре Шедид.

### Смерть

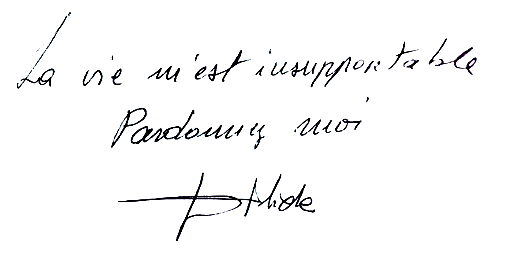
Предсмертная записка

С начала 1987 года Далида находилась в состоянии депрессии, однако не прекращала творческой деятельности: присутствовала на премии «Сезар», изредка появлялась на телевидении, в конце апреля дала последний концерт в Анталии, прошедший с аншлагом, провела традиционную встречу со своим фан-клубом, рассматривала сценарий мюзикла «Клеопатра», где ей отводилась главная роль.
Внешне ничто не предвещало трагедии. Однако 54-летняя певица всё острее ощущала одиночество и всё чётче осознавала, что, добившись невероятного успеха как певица, она потерпела фиаско в личной жизни: у неё нет ни мужа, ни ребёнка, годы стали тяготить её.
В ночь со 2 на 3 мая 1987 года Далида покончила жизнь самоубийством, приняв большую дозу снотворного и запив его виски. На столе осталась записка: «Жизнь для меня стала невыносимой. Простите меня».
7 мая отпевание в церкви Мадлен и похороны певицы на кладбище Монмартр приобрели национальный масштаб — проститься с Далидой пришли тысячи жителей и гостей Парижа. Далида была похоронена на кладбище Монмартр 7 мая 1987 года рядом со своей матерью и старшим братом.

## Память
- 1988 — значительную часть материала для музыкального оформления спектакля «Служанки» (по произведению Жана Жене) Роман Виктюк взял из творчества Далиды: композиции Je suis malade, Tico tico, Je me repose, Monsieur l’amour, Helwa ya baladi[34].
- 1997 — по случаю десятой годовщины со дня смерти Далиды в Париже прошли многочисленные мероприятия в её память: публикации книг, выпуск полного собрания песен, специальные передачи на радио и телевидении, статьи в прессе, открытие площади на Монмартре, названной в её честь[35].
- 1997 — в Париже в её честь была названа небольшая площадь на Монмартре, там же установлен бюст[36].
- В честь певицы были выпущены почтовая марка с её изображением и именное французское вино с портретом певицы на этикетке.
- 2005 — о творческом пути певицы снят телефильм «Далида» (реж. Джойс Бунюэль)[37].
- 2016 — биографический фильм «Любовь и страсть. Далида» (фр. Dalida) (реж. Лиза Азуэлос)[38].

## Песни
За свою тридцатилетнюю певческую карьеру Далида исполнила песни на нескольких языках, включая французский, итальянский, греческий, немецкий, английский, японский, иврит, нидерландский, арабский и испанский.
1956 год
На французском
- Aime moi
- Bambino
- Eh ben
- Fado
- Flamenco bleu
- Gitane
- Guitare flamenco
- Le torrent
- Madona
- Mon coeur va
- Por favor
- (La) Violetera

1957 год.
На французском
- Aie mourir pour toi
- Buenas noches mi amor
- Calypso italiano
- Du moment qu’on s’aime
- Gondolier
- Histoire d’un amour
- J’ecoute chanter la brise
- Lazzarella
- Le jour ou la pluie viendra — версия '57
- Le petit chemin de pierre
- Le ranch de Maria
- (Maman) La plus belle du monde
- Miguel
- Oh la la
- Pardon
- Pour garder
- Scusami
- Si je pouvais revivre un jour ma vie
- Tesoro mio
- Tu n’as pas tres bon caractere
- Tu peux tout faire de moi
- Quand on n’a que l’amour — версия '57
- L’Alcazar de Marseille ’57 live
- Tu n’as pas tres bon caractere
- Madona
- Le ranch de Maria
- Aime-moi
- Le torrent
- Bambino

1958 год
На французском:
- Adieu Monsieur mon amour
- Aie mon coeur
- Come prima
- Dans le bleu du ciel bleu
- Dieu seul
- Helena
- Inconnu mon amour
- Je pars
- La montagne
- L’amour chante
- Les Gitants
- Les yeux de mon amour
- Maintenant
- Marchande de fruits
- Melodie perdue
- Rendez-vous au Lavandou
- Timide serenade
- Tu m’etais destine

1959 год
На французском:
- Adonis
- Amstramgram
- Ce serait dommage
- C’est ca l’amore
- Ciao ciao bambina
- Des millions de larmes
- Elle, lui et l’autre
- Guitare et tambourin
- Hava naguila
- J’ai reve
- Je te tendrai les bras
- La chanson d’Orphee
- La fille aux pieds nus
- Love in Portofino
- Luna caprese
- Marie Marie
- Marina
- Melodie pour un amour
- Mes freres
- Mon amour oublie
- Moustapha (франко-арабская версия)
- Ne joue pas
- Pilou pilou he
- Tout l’amour

На немецком:
- Aepfel und Birnen (Scoubidou)
- Am tag als der Regen kam — версия '59
- Melodie aus alter Zeit
- Tschau, tschau bambina

На фламандском:
- Ik zing amore
- Speel niet met m’n hart

На итальянском:
- Dolce musica
- Gli zingari
- Inesorablie
- La pioggia cadra'
- Piove(Ciao ciao bambina)

OLIMPIA ’59 live
- Guitare et tambourin
- Tu m’etais destine
- Ce serait dommage
- Les Gitants
- Histoire d’un amour
- Je pars
- Hava naguila
- Ciao ciao bambina
- Tout l’amour
- Come prima

1960 год:
На французском:
- Bras dessus bras dessous
- C’est un jour а Naples
- Come au premier jour
- Dans les rues de Bahia
- De Grenade а Seville
- Douce nuit sainte nuit
- Gosse de Paris
- Itsi bitsi petit bikini
- L’Arlequin de Tolede
- Le bonheur
- Le bonheur vient me dire bonjour
- Le petit clair de lune
- Les enfants du Piree
- Ni chaud ni froid
- Noel blanc
- O sole mio
- Petit Papa Noel
- Pourquoi?
- Romantica
- S’endormir comme d’habitude
- T’aimer follement
- Va petite etoile
- Vieni vieni si
- Vive le vent

На немецком:
- Buenas noches mi amor
- Ein schiff wird kommen
- Ein ganzes Leben lang
- Glaub an mich
- Ich fand mein Herz in Portofino
- Komm Senorita komm (Estramadore)
- Milord
- Orfeo
- Pepe
- Romantica
- So verruckt

На итальянском:
- Il venditore di felicita'
- La canzone di Orfeo
- L’acqua viva
- L’arlecchino gitano
- Love in Portofino
- Marie Marie
- Milord
- Non giocarti dell’amore
- sole mio
- Pezzettini di bikini
- Scoubidou
- T’amero' dolcemente
- Uno a te uno a me

На английском:
- For the First Time
- If only I could live my life again
- Never on Sunday
- The gipsies
- Willingly

На испанском:
- Banos de luna
- Los ninos del Pireo
- Pequeno claro de luna

1961 год:
На французском:
- 10 000 bulles bleues
- 24 000 baisers
- Avec une poignee de terre
- Ciao, ciao mon amour
- Comme une symphonie
- Cordoba
- Garde-moi la derniere danse
- Je me sens vivre
- La joie d’aimer
- Les marrons chauds
- Loin de moi
- Nuits d’Espagne
- Parlez-moi d’amour
- Pepe
- Plus loin que la terre
- Protegez-moi Seigneur
- Quand tu dors pres de moi
- Reste encore avec moi
- Tu ne sais pas
- Tu peux le prendre

На итальянском:
- 24 000 baci
- Che mai faro
- Chiudi il ballo con me
- Gli inesorabili
- Harlem Spagnolo
- La strada dei sogni
- No dico no
- Non lo sai
- Non mi dire chi sei
- Pepe
- Poderoso signore
- Pozzanghere
- Quando dormirai
- Un uomo vivo
- Vai tu sei libero

На немецком:
- Der Joe hat — Mir das Herz gestohlen
- Die Strasse des Lebens
- Mein blauer Luftballon
- Melodie Poesie
- Parlez-moi d’amour

На испанском:
- Aquella Rosa
- Hablame de amor
- No es el adios
- No me puedo quejar

1962 год
На французском:
- Achete-moi un juke-box
- A ma chance
- Je l’attends
- Je ne peux pas me passer de toi
- La lecon de twist
- Le ciel bleu
- Le jour le plus long
- Le petit Gonzales
- Mi Carinito
- Petit elephant twist
- Que sont devenues les fleurs?
- Si tu me telephones
- T’aimerai toujours
- Toi tu me plais
- Toutes les nuits

На немецком:
- Das Lied vom Clown
- Du bist gegangen
- Hello boy
- Ich war ein Narr
- Rosen im Dezember
- Ya ya Twist

На итальянском:
- Chi mai lo sai
- Comprami un juke-box
- Piccolo elefante
- Twistin’ the twist

1963 год.
На французском:
- Ah quelle merveille
- Bientot — 1 версия
- Bientot — 2 версия
- Chez moi
- Eux
- La partie de football
- Le cha cha cha
- Le jour du retour
- Loop de loop
- Quand revient l’ete
- Quand la vie etait jolie
- Sa grande passion
- Sois heureux
- Tu croiras

На немецком:
- Grau war der Ozean
- Was wird mein Charly tun

1964 год:
На французском:
- A chacun sa chance
- Allo tu m’entends
- Amore scusami
- Ce coin de terre
- Chaque instant de chaque jour
- Croquemitoufle
- Ding ding
- Ils sont partis
- J’ai ta main
- Je n’ai jamais pu t’oublier
- Je ne sais plus
- Je t’aime
- Lа il a dit
- La valse des vacances
- Ne lis pas cette lettre
- Ne t’en fais par pour ca
- Papa achete-moi un mari
- Tant d’amours du printemps

На немецком:
- Ich werde warten
- Wenn die Soldaten

На испанском:
- Amore scusami (Amor perdoname)
- Cada istante

На японском:
- Amore scusami
- Kasayaku (O sole mio)

На итальянском:
- Amore scusami
- Non ti pentire mai

1965 год:
На французском:
- Bonsoir mon amour
- C’est irreparable
- Je ne dirai ni oui ni non
- La danse de Zorba — версия '65
- La sainte Totoche
- La vie en rose — версия '65
- Le flamenco
- Le printemps sur la colline
- Les nuits sans toi
- Le soleil et la montagne
- Scandale dans la famille
- Son chapeau
- Toi pardonne-moi
- Tout se termine
- Tu me voles
- Tu n’as pas merite
- Un enfant
- Viva la papa

На итальянском:
- Ascoltami
- Cominciamo ad amarci
- Devo imparare
- Il silenzio
- La danza di Zorba
- Questa e la mia terra
- Questo amore e per sempre
- Un grosso scandalo
- Uomo vivo
- Viva la pappa

На немецком:
- Abschiedsmelodie

На иврите:
- Hene Ma tov

На английском:
- Dance my troubles away

1966 год
На французском:
- Baisse un peu la radio
- Dans ma chambre
- Donne-moi
- El Cordobes
- Et…et…
- Je crois mon coeur
- Je prefere naturellement
- Je t’appelle encore
- Je te perds
- Modesty
- Parlez-moi de lui
- Petit homme
- Rendez-vous chaque soir
- Un tendre amour
- Va plus loin que le temps

На немецком:
- El Cordobes
- Nie

На итальянском:
- Bang bang
- Flamenco
- Il mio male sei
- Il sole muore
- Loro
- Pensiamoci ogni sera
- Va da lei

На испанском:
- El Cordobes
- El silencio

1967 год:
На французском:
- A qui?
- Ciao amore ciao
- Entrez sans frapper
- J’ai decide de vivre
- Je reviens te chercher
- La banda
- La chanson de Yohann
- Les gens sont fous
- Les grilles de ma maison
- Loin dans le temps
- Mamma
- Mon coeur est fou
- Ne reviens pas mon amour
- Pauvre coeur
- Toi mon amour

На немецком:
- Ciao amore, ciao
- Mama

На итальянском:
- Amo
- Aranjuez la tua voce
- Ciao amore ciao
- Cuore matto
- L’ultimo valzer
- Mama
- Non e casa mia
- Piccolo ragazzo
- Sola piu che mai
- Stivaletti rossi

1968 год
На французском:
- Dans la ville endormie
- Je m’endors dans tes bras
- Je me repose — версия on45
- Je me repose — версия on33
- La bambola
- La petite maison bleue
- Le petit perroquet
- Les anges noirs
- Le septieme jour
- Le temps des fleurs
- Manuella
- Pars
- Quelques larmes de pluie
- Si j’avais des millions — версия 1
- Si j’avais des millions — версия 2
- Tire l’aiguille
- Tout le monde a sa chanson d’amour
- Tout le monde sait
- Tzigane

На немецком:
- An jenem Tag
- Regenzeit Traenenlied

На итальянском:
- Amare per vivere
- Amo l’amore
- Dan dan dan
- Entrate amici mei
- Lacrime e pioggia
- La promessa d’amore
- L’aquilone
- Lasciami stare
- La speranza e’ una stanza
- L’ora dell’amore
- Quelli erano giorni
- Son tornata da te
- Un po d’amore

1969 год
На французском:
- Ballade а temps perdu
- Deux colombes
- Dis-moi des mots
- Et pourtant j’ai froid
- L’an 2005
- L’anniversaire
- Le clan des Siciliens
- Le sable de l’amour
- Le vent n’a pas de memoire
- Les couleurs de l’amour
- Les violons de mon pays
- Ma mere me disait
- Nake di nake dou
- Seche vite tes larmes
- Ton ame
- Zoum zoum zoum

На испанском:
- Dos
- El Aniversario
- Zum zum zum

На немецком:
- Petruschka
- Weit uber’s Meer

На итальянском:
- Casatchok
- Il colore dell’amore
- La mia vita e una giostra

1970 год:
На французском:
- Avant de te connaitre
- Concerto pour une voix (Chaque Nuit)
- Darla dirladada
- Diable de temps
- Entre les lignes entre les mots
- Hey love
- Ils ont change ma chanson
- Lady d’Arbanville
- Les jardins de Marmara
- Mon frere le soleil
- Pour qui pour quoi
- Ram dam dam
- Si c`etait а refaire
- Tipi tipiti
- Une jeunesse

На немецком:
- Darla dirladada

На итальянском:
- Arlecchino
- Ci sono fiori
- Darla dirladada
- Il colore dell’amore
- Lady d’Arbanville
- La nostra bimba
- La prima cosa bella
- Nel 2023
- Non andare via
- Non e piu' la mia canzone
- Oh lady mary
- Stelle di cielo, stello di mare
- Voglio che nessuno sappia mai

1971 год:
На французском:
- Avec le temps
- Chanter les voix
- Comment faire pour oublier
- Jesus Bambino
- La rose que j’aimais
- Le fermier
- Les choses de l’amour
- Monsieur l’amour
- Non
- Tout au plus
- Toutes les femmes du monde
- Une Vie

На итальянском:
- Aveva un cuore grande come te
- La colpa e tua
- La mia vita e una giostra
- L’amore mio per te
- Mamy blue
- Prigioniera

На немецком:
- Mon cheri
- Spiel Balalaika

OLIMPIA ’71
live:
- Non
- Chanter les voix
- Hene Ma tov
- Les anges noirs
- Tout au plus
- Les choses de l’amour
- Toutes les femmes du monde
- Le fermier
- Darla dirladada
- Deux colombes
- Ils ont change ma chanson
- Une Vie
- Avec le temps
- Mamy blue
- Ciao amore ciao

1972 год:
На французском:
- Et puis…c’est toi
- Il faut du temps
- Jesus kitsch
- L’amour qui venait du froid
- Ma melo-melodie
- Mamina
- Parle plus bas
- Pour ne pas vivre seul
- Solitude
- Que reste-t-il de nos amours — версия '72

На итальянском:
- Cammina Cammina
- Col tempo
- Credo nell’amore
- Jesus Kitch
- Ma melo melodia

1973 год:
На французском:
- Il venait d’avoir 18 ans
- Je suis malade
- Je t’aime, ca veut dire aime-moi
- Julien
- Le temps de mon pere
- Ma vie en 45t
- Mesdames messieurs
- Mais il y a l`accordeon
- Non ce n’est pas pour moi
- Seigneur Dieu
- Paroles, paroles
- Rien qu’un homme de plus
- Soleil d’un nouveau monde
- Vado via

На итальянском:
- Lei, lei
- Per non vivere soli
- Sei solo un uomo in piu'

На немецком:
- Um nicht allein zu sein
- Worte nur Worte

1974 год:
На французском:
- Anima mia
- C’est vrai (1-я версия Comme disait Mistinguett)
- Comme tu dois avoir froid — версия 1
- Comme tu dois avoir froid — версия 2
- Des gens qu’on aimerait connaotre
- Diamants
- Gigi l’amoroso
- Justine
- La consultation
- Le spectacle est termine
- Manuel
- Ma vie je la chante
- Nous sommes tous morts а 20 ans
- Seule avec moi
- Ta femme

На итальянском:
- 18 Anni
- Gigi l’Amoroso

На немецком:
- Doch einer spielt Akkordeon
- Er war gerade 18 Jahr
- Gigi der Geliebte
- Manuel

На испанском:
- Al escuchar mi acordeon
- Gigi l’amoroso
- Por no vivir a solas
- Tenia dieciocho anos

На японском:
- Il venait d’avoir 18 ans

OLYMPIA ’74
live
- Entrez sans frapper
- Pour ne pas vivre seul
- Nous sommes tous morts а 20 ans
- Avec le temps
- Que sont devenues les fleurs
- Seigneur Dieu
- Il venait d’avoir 18 ans
- Je suis malade
- Julien
- Gigi l’Amoroso

1975 год
На французском:
- C’est mieux comme ça (Le parrain II)
- Et de l’amour… de l’amour (дуэт с Ришаром Шанфре)
- J’attendrai
- La mama (вышла в 1996 году)
- L’amour а la une
- L’amour а la une (версия Canada, не выходила)
- Mon petit bonhomme
- Mein lieber Herr
- Ne lui dis pas
- Raphael

На итальянском:
- C’e' gente che incontri per strada
- Giustina
- Manuel
- Tua moglie

На немецком:
- Lieber kleinen Mann
- Mein lieber Herr

На испанском:
- Las cosas del amor
- Mein lieber Herr
- Todos morimos a los veinte
- Y amor amor

1976 год
На французском:
- Amor amor
- Amoureuse de la vie
- Besame mucho
- Captain Sky
- Comme si tu etais lа
- Comme si tu revenais d’un long voyage
- Et tous ces regards
- Femme est la nuit
- Il y a toujours une chanson
- La mer
- La vie en rose — версия’76
- Le petit bonheur
- Les clefs de l’amour
- Les feuilles mortes
- Maman
- Parle-moi d’amour mon amour
- Que reste-t-il de nos amours — версия’76
- Tables separes
- Tico-tico
- Tu m’as declare l’amour
- Voyages sans bagages

На немецком:
- Captain Sky
- Der Schluessel der Liebe
- Komm zuruck

На итальянском:
- Ciao come stai
- Il piccolo amore
- Tornerai

На испанском:
- Volveras

1977 год.
На французском:
- A chaque fois j’y crois
- Histoire d’aimer
- Notre facon de vivre
- Remember
- Salma ya salama[39]
- Ti amo
- Quand s`arretent les violons

На итальянском:
- Remember

На арабском:
- Salma ya salama

На японском:
- Koisuru Gigi

OLYMPIA ’77 live
- Il y a toujours une chanson
- Les clefs de l’amour
- Le petit bonheur
- Tables separes
- Comme si tu etais lа
- Et tous ces regards
- Amoureuse de la vie
- Pot-pourri
- Il venait d’avoir 18 ans
- Je suis malade
- J’attendrai
- Gigi l’amoroso
- Femme est la nuit

1978 год:
На французском:
- Ca me fait rever
- Generation 78
- Le Lambeth walk
- Voilа pourquoi je chante

На итальянском:
- Uomo di sabbia

На немецком:
- Salma ya salama

На английском:
- The lambeth walk

1979 год
На французском:
- Comme disait Mistinguett
- Comme toi
- Dedie а toi
- Depuis qu’il vient chez nous
- Il faut danser reggae
- Laissez-moi danser (Monday Tuesday)
- Problemorama
- Quand on n’a que l’amour — версия’79
- Un soir qu’on oublie pas
- Va, va, va

На итальянском:
- Vedrai, vedrai

На арабском:
- Helwa ya baladi

На английском:
- He must have been eighteen
- Let me dance tonight

1980 год
На французском:
- A ma maniere
- Chanteur des annees 80
- Gigi in paradisco
- Je suis toutes les femmes
- Les gars de la marine
- Rio do Brasil

На английском:
- Alabama song
- Money Money

На немецком:
- Am tag als der Regen kam — версия ‘80

Palais des
Sports ’80 live
- Je suis toutes les femmes
- Pour ne pas vivre seul
- Le Lambeth walk
- Comme disait Mistinguett
- Alabama song
- La vie en rose
- Quand on n’a que l’amour
- Il faut danser reggae
- Gigi l’amoroso
- Gigi in paradisco
- Mon frere le soleil
- Avec le temps
- Salma ya salama
- Monday Tuesday
- Money money
- Il venait d’avoir 18 ans
- Je suis malade
- Ca me fait rever

1981 год:
На французском:
- Americana
- Et la vie continuera
- Fini la comedie
- Il pleut sur Bruxelles
- J’m’appelle amnesie
- La feria
- L’amour et moi
- Le slow de ma vie
- Marjolaine
- Nostalgie
- Partir ou mourir
- Quand je n’aime plus je m’en vais
- Une femme а quarante ans

1982 год
На французском:
- Bye bye
- Comment l’oublier
- Confidences sur la frequence
- Ensemble
- J’aurais voulu danser
- Jouez Bouzouki
- La chanson du Mundial
- Le jour ou la pluie viendra — версия’82
- Pour toi Louis
- Pour un homme
- Pour vous
- Si la France

На итальянском:
- Danza
- Tony

На испанском:
- Si el amor se acaba me voy

На арабском:
- Aghani aghani

На английском:
- The great Gigi

1983 год:
На французском:
- Aba daba honeymoon
- Bahia
- Bravo
- Femme
- J’aime
- Le premier amour du monde
- Le restaurant italien
- Les p’tits mots[40]

- Lucas
- Marie Madeleine
- Mourir sur scene
- S’aimer
- Telephonez-moi
- Ton prenom dans mon coeur

На немецком:
- Buona sera Phantasie
- Der Charme der kleinen Worte

На арабском:
- Gamil el soura

На итальянском:
- Quando nasce un nuovo amore

1984 год:
На французском:
- C`etait mon ami
- Kalimba de luna
- Lа ou je t’aime
- La Pensione Bianca
- Le plus beau tango du monde
- L’innamorata
- Mon Italie
- Pour en arriver lа
- Pour te dire je t’aime
- Soleil
- Toutes ces heures loin de toi
- Une vie d’homme

На итальянском:
- Le parole di ogni giorno
- Mediterraneo (Sarа sarа)

На немецком:
- Nein zaertlich bist du nicht
- Worte nur worte

На испанском:
- Dejame bailar
- El restaurante Italiano
- Hay que bailar reggae
- Io t’amero (Yo te amo)
- Las palabras corrientes
- Morir cantando
- Por el telefono
- Soleil mi sol
- Tu nombre

На английском:
- Born to sing
- Italian restaurant
- Kalimba de luna
- Little words

На арабском:
- Akhsan nass

1985 год
На французском:
- Le temps d’aimer
- Le Venitien de Levallois
- Reviens-moi

1986 год
На французском:
- La danse de Zorba — версия’86
- Le sixieme jour
- Le visage de l’amour
- Les hommes de ma vie
- Mama Caraibo
- Parce que je ne t’aime plus
- Salut salaud

На итальянском:
- Semplicemente cosi

На арабском:
- Lebnan